# Česká mužská házenkářská reprezentace
Česká házenkářská reprezentace mužů reprezentuje Česko na mezinárodních házenkářských akcích, jako je mistrovství světa nebo mistrovství Evropy. Organizuje ji Český svaz házené. Jejím předchůdcem byla československá reprezentace (mj. mistr světa z roku 1967). Nejlepším výsledkem české reprezentace na světovém šampionátu bylo 7. místo v roce 1993, na mistrovství Evropy dvakrát dosáhla 6. místa (1996, 2018).

## Mistrovství světa
| Rok/pořádající země                | Účast                                              |
| ---------------------------------- | -------------------------------------------------- |
| MS 1993 Švédsko                    | 7. místo                                           |
| MS 1995 Island                     | 8. místo                                           |
| MS 1997 Japonsko                   | 11. místo                                          |
| MS 1999 Egypt                      | Bez účasti                                         |
| MS 2001 Francie                    | 19. místo                                          |
| MS 2003 Portugalsko                | Bez účasti                                         |
| MS 2005 Tunisko                    | 10. místo                                          |
| MS 2007 Německo                    | 12. místo                                          |
| MS 2009 Chorvatsko                 | Bez účasti                                         |
| MS 2011 Švédsko                    | Bez účasti                                         |
| MS 2013 Španělsko                  | Bez účasti                                         |
| MS 2015 Katar                      | 17. místo                                          |
| MS 2017 Francie                    | Bez účasti                                         |
| MS 2019 Dánsko, Německo            | Bez účasti                                         |
| MS 2021 Egypt                      | Kvalifikovali se, ale kvůli covidu se nezúčastnili |
| MS 2023 Polsko, Švédsko            | Bez účasti                                         |
| MS 2025 Chorvatsko, Dánsko, Norsko | 19. místo                                          |
| Celkem                             | Účast – 8× · – 0× · – 0× · – 0×                    |

## Mistrovství Evropy
| Rok/pořádající země               | Účast                            |
| --------------------------------- | -------------------------------- |
| ME 1994 Portugalsko               | Bez účasti                       |
| ME 1996 Španělsko                 | 6. místo                         |
| ME 1998 Itálie                    | 10. místo                        |
| ME 2000 Chorvatsko                | Bez účasti                       |
| ME 2002 Švédsko                   | 8. místo                         |
| ME 2004 Slovinsko                 | 11. místo                        |
| ME 2006 Švýcarsko                 | Bez účasti                       |
| ME 2008 Norsko                    | 14. místo                        |
| ME 2010 Rakousko                  | 8. místo                         |
| ME 2012 Srbsko                    | 14. místo                        |
| ME 2014 Dánsko                    | 15. místo                        |
| ME 2016 Polsko                    | Bez účasti                       |
| ME 2018 Chorvatsko                | 6. místo                         |
| ME 2020 Norsko, Rakousko, Švédsko | 12. místo                        |
| ME 2022 Maďarsko, Slovensko       | 13. místo                        |
| ME 2024 Německo                   | 15. místo                        |
| Celkem                            | Účast – 12× · – 0× · – 0× · – 0× |

## Olympijské hry
| Rok/pořádající země     | Účast                           |
| ----------------------- | ------------------------------- |
| LOH 1996 Atlanta        | Bez účasti                      |
| LOH 2000 Sydney         | Bez účasti                      |
| LOH 2004 Athény         | Bez účasti                      |
| LOH 2008 Peking         | Bez účasti                      |
| LOH 2012 Londýn         | Bez účasti                      |
| LOH 2016 Rio de Janeiro | Bez účasti                      |
| LOH 2020 Tokio          | Bez účasti                      |
| Celkem                  | Účast – 0× · – 0× · – 0× · – 0× |

## Trenéři
| roky      | trenér/trenéři                   | nejvýraznější výsledky             |
| --------- | -------------------------------- | ---------------------------------- |
| od 2024   | Michal Brůna, Daniel Kubeš       |                                    |
| 2022–2024 | Xavier Sabaté                    | postup na MS 2025                  |
| 2021–2022 | Rastislav Trtík                  | 13. místo na ME 2022               |
| 2014–2021 | Jan Filip, Daniel Kubeš          | 6. místo ME 2018                   |
| 2012–2014 | Vladimír Haber, Jaroslav Hudeček | 15. místo ME 2014                  |
| 2008–2012 | Martin Lipták                    | 8. místo ME 2010                   |
| 2005–2008 | Pavel Pauza                      | 12. místo MS 2007                  |
| 2002–2005 | Rastislav Trtík                  | 10. místo MS 2005                  |
| 1993–2002 | Vladimír Haber, Michal Barda     | 8. místo MS 1995, 6. místo ME 1996 |